# Ploski (Prókhorovka)
|  | Per a altres significats, vegeu «Ploski». |

Ploski - Плоский (rus) - és un poble (un khútor) de l'óblast de Bélgorod, a Rússia. El 2010 tenia 5 habitants. Pertany al districte (raion) de Prókhorovka.